# RibelLion
RibelLion（リベリオン）は、元K-1 WORLD GP王者であるレオナ・ペタス（THE SPIRIT GYM TEAM TOP ZEROS / LARA TOKYO）によって2024年に結成された、K-1現体制への異議申し立てと改革を目的とする反体制ユニットである。
ユニット名は「Rebellion（反乱）」と「Lion（獅子）」を掛け合わせた造語で、「獅子のような闘志を持った反逆者たち」の集まりを象徴している。RibelLionの綴りが「e」ではなく「i」なのは、「愛」からきている。

## 概要とマニフェスト
RibelLionは、現K-1プロデューサー体制およびファイターの在り方に対する批判と改善提案を掲げ、K-1の本来の魅力である「魔裟斗・武尊時代の熱狂とドラマ性」を取り戻すべく活動を行っている。
リーダーのレオナ・ペタスは、2024年3月の記者会見にて以下の5つの活動指針（マニフェスト）を提示した：
1. 魔裟斗・武尊時代のK-1の復興
2. 打撃格闘技最高峰のK-1を取り戻す
3. プロデューサーの座を賭けた「宮田軍vsリベリオン」の全面対抗戦を年内に実現
4. ファイターの待遇改善と他団体に誇れる報酬制度の導入
5. デヴィ夫人の新党「12（ワンニャン）平和党」に賛同し、動物愛護を訴える

## メンバー
※2025年4月15日時点
- レオナ・ペタス（リーダー）
- 永坂吏羅（K-1 GYM SAGAMI-ONO KREST）
- 松山勇汰（THE SPIRIT GYM TEAM TOP ZEROS）
- 児玉兼慎（K-1ジム三軒茶屋シルバーウルフ）
- 木村“フィリップ”ミノル（Battle-Box）

## リベリオンの歴史
2025年1月2日
レオナ・ペタスがK-1スーパーフェザー級のベルトを返上。これを受けたK-1プロデューサー宮田充の発言に対し、SNS上で批判が噴出。レオナは「K-1の体制を内部から変える」意思を明らかにする。
2025年2月9日
K-1の大会会場で、レオナがリングに乱入。宮田体制の運営を「ポンコツ」と糾弾し、現K-1の凋落を危惧。「宮田のK-1を終わらせる。新しいK-1を作る」と宣言し、同志を募る。
2025年2月27日
横浜BUNTAIで行われた「K-1 BEYOND」対戦カード発表会見の場に、第5代K-1 WORLD GPスーパーフェザー級王者・レオナ・ペタスが突如乱入し、会見をジャック。
K-1の現体制に強く反発し、2月9日にK-1のリング上で「宮田のK-1をぶっ潰す」と宣言していたレオナは、改めてその意志をこの会場で表明。支持の声が多く届いていることを語り、かつて同門であった松山勇汰や木村“フィリップ”ミノルと共に「反乱軍（仮）」として行動していく意志を明確にした。
さらに「不満を持っている選手は俺のところに来てください。K-1を愛しているからこそ、変えていきたい。新しいK-1を創る」と発言。宮田プロデューサー不在のまま、場内は騒然とし、レオナの覚悟と反逆の姿勢が強く印象づけられる場面となった。
2025年3月14日
リベリオンの新メンバーとして永坂吏羅が記者会見に登場。加入の理由や展望を語る中で、大久保琉唯に対する強烈な批判を展開。57.5kg〜58kgでの試合を提案し、5月31日の横浜BUNTAI大会での対戦をアピール。
さらに「格闘技はストレスに耐え、批判にも晒されながら続ける世界。甘ったれた選手は必要ない」と語り、K-1ファイター全体にメッセージを送った。
同日、児玉兼慎の加入も発表。"イケメン選手はつまらない"という持論を展開し、会見を盛り上げた。
同時期：SNS上での炎上とレスバトル
レオナと宮田プロデューサー、平本蓮、浩司らとの間でSNSバトルが勃発。「K-1を壊してでも変える」という意思のもと、選手と運営との溝が可視化される。永坂は「俺の主戦場はXだ」と宣言し、SNS発信を通じて反逆のムーブメントを広げていく。
レオナはジャン斎藤の取材にて「K-1という船を沈めるわけにはいかない。だから宮田を追放する」と語り、内部改革派としての立場を鮮明にする。また、プロレス的演出との噂を否定し、「台本は一切ない」「全ては本気の戦い」と強調。K-1に対して正式なやりとりはほぼなく、独自に動いていることを明かした。
レオナは、Krushでの扱いや過去の冷遇、情報共有の欠如などを理由に「K-1は変わらなければ沈む」と強く訴える。特に、武尊選手から託された「K-1を頼む」という言葉を胸に、「中から変える」という姿勢を貫くことを決意。
弟・加藤虎於奈の態度にも揺れがあるとしながら、「真田兄弟のような対立もあるかもしれない」と例え、反乱軍内部の多様性も暗示した。
また、「反宮田軍」として接触してきた10人以上の選手の存在を示唆し、「K-1が試合を組むかどうかはK-1次第だ」と挑発。皇治選手、平本蓮、青木真也とのSNSでのやりとりも“自然発火的”なものであり、「本物の格闘技が最終的に勝つ」と宣言している。

## 方針
RibelLionは単なる反体制派ではなく、K-1を愛する者たちによる改革運動体である。ファイターに対しては、個性の発信・メディア戦略の重要性を説き、運営に対しては待遇や運用方針の抜本的見直しを要求している。
レオナ・ペタス自身は「出ていくのは簡単だが、内部から変えることに意味がある」と語り、SNSやメディアを駆使して“筋書きなきリアルドラマ”を構築中である。
永坂吏羅の言葉：「K-1を辞めて外に出るんじゃなく、中から変えていこうぜ。それができないでSNSで愚痴るのは筋違いだ」

## 評価と影響
従来の「礼儀・謙虚・無言実行」を美徳とするK-1に対し、リベリオンは「ストーリー・思想・闘争心」を打ち出す新潮流として注目を集めている。既成概念を打破し、選手自身が発信し、対話し、行動する——その姿勢は、格闘技界全体にも影響を与え始めている。
レオナの発言・行動は「リアル・リアリティショー」としても支持を集め、従来の格闘技の枠組みを超えた存在感を放っている。